# Настоящие американцы
Настоящие америка́нцы (англ. The Real Americans) — команда рестлеров, выступавшая в федерации рестлинга WWE. Состоит из Джека Сваггера, Антонио Сезаро и менеджера — Зеба Колтера. Сформировалась 1 июля 2013 года на RAW. Командный девиз — «We The People!» (рус. «Мы — Народ!»)

## WWE

### Формирование; последующее время (2013—2014)
1 июля на RAW Антонио Сезаро вышел на рампу с Зебом Колтером. Колтер объявил, что «Истинный Американец» Джек Сваггер вернулся. После этого Сезаро провёл матч против Коди Роудса и победил.
На SmackDown от 5 июля в заранее записанном видео Колтер обратился к зрителям. Предварительно пожурив американцев за то, что они празднуют День независимости только потому, что в этот день не нужно работать, и их более заботит поход на пляж, нежели воздаяние почестей отцам-основателям, он заявил, что на Money in the Bank синий чемоданчик сорвёт или Сезаро, или Сваггер, и это будет победа для Америки, и что это будет началом нового движения в WWE. После этого заявления Колтер, Сваггер и Сезаро вместе произнесли девиз команды.
10 июля на Main Event Сезаро бился с Дольфом Зигглером. Победу в матче одержал Зигглер по дисквалификации.
На шоу Money in the Bank, прошедшем 14 июля в Филадельфии, Сваггер и Сезаро участвовали в лестничном матче за контракт «Деньги в Банке» от SmackDown, но ни Сезаро, ни Сваггер не смогли выиграть, а победу одержал Дэмиен Сэндоу.
На RAW от 15 июля среди фанов было проведено голосование, с кем должны будут встретиться Настоящие Американцы этим же вечером. Среди претендентов были Братья Усо (Джимми и Джей), Тонны Фанка (Бродус Клэй и Тенсай) и Прайм Тайм Игроки (Даррен Янг и Тайтус О′Нил). На ринг вышли сами Настоящие Американцы, и Зеб Колтер начал рассказывать об эмигрантах, которые заселили Бруклин, после чего предложил Джону Сине выбрать одного из его подопечных себе в качестве противника на матч на SummerSlam за титул чемпиона WWE. Джерри Лоулер объявил результаты голосования — противниками Реальных Американцев стали Братья Усо, они же одержали победу.
На следующем RAW Джек Сваггер бился против Дэниела Брайана. Перед матчем Колтер обругал жителей Техаса и самого Брайана, за то, что Сина выбрал себе в противники на чемпионский бой именно его. В матче победу одержал Брайан после «Йес-Лока». После этого уже другой клиент Колтера — Сезаро дрался с Дэниелом. В очень хорошем матче победу одержал «Американский Дракон» после сворачивания.
На Main Event от 24 июля Сваггер бился с Шеймусом, в котором победу одержал последний. 26 июля на SmackDown Сваггер проиграл Кристиану.
На RAW от 5 августа Сваггер и Сезаро сражались против братьев Усо. В какой-то момент Зеб Колтер отвлёк судью, и после «Нейтрализатора» от Антонио Братья Усо были побеждены. На следующем RAW Настоящие Американцы проиграли Братьям, после наката на Сезаро. На SmackDown от 16 августа Джек Сваггер проиграл Мизу после сворачивания. 19 августа на RAW команда проиграла Прайм Тайм Игрокам, после «Гатчека» на Сезаро от Даррена Янга. На SmackDown от 23 августа в одиночном матче Сезаро проиграл Янгу, после того же «Гатчека». На RAW от 26 августа Сваггер в одиночном матче проиграл Тайтусу О’Нилу.

### Распад (2014)
На пре-шоу к Рестлмании ХХХ Братья Усо отстояли командное чемпионство, и после поединка Сваггер попытался атаковать Сезаро, но Колтер его остановил, но тем самым Сезаро смог атаковать Сваггера. На основном шоу Рестлмании ХХХ Сезаро выигрывает турнир на 31 человек в честь Андре Гиганта.
На следующем Raw Сезаро объявил, что он становится новым клиентом Пола Хеймана.

## В рестлинге
- Финишеры Джека Сваггера
  - Gutwrench Powerbomb (Пауэрбомба)
  - The Patriot Act (Захват Лодыжки)

- Финишеры Антонио Сезаро
  - Нейтрализатор (англ. Neutralizer)
  - The Giant Swing

- Менеджеры
  - Зеб Колтер

- Музыкальная тема
  - «Patriot» от Real Americans